# Liste des gonfaloniers de justice et prieurs de la république de Florence dans les années 1280
Pour des articles plus généraux, voir Liste des gonfaloniers de justice et prieurs de la république de Florence et Liste des gonfaloniers de justice et prieurs de la république de Florence au XIIIe siècle.
Cet article dresse une liste des gonfaloniers de justice et prieurs de la république de Florence dans les années 1280.

## Années 1280

### 1282
| Période de gouvernement            | Gonfaloniers de Justice et Prieurs | Notes                            |
| ---------------------------------- | ---------------------------------- | -------------------------------- |
| 15 juin 1282 - 14 août 1282        | Bartolo di Mess. Jacopo de'Bardi   | Pr. du s. Oltrarno.              |
| 15 juin 1282 - 14 août 1282        | Rosso Bacherelli                   | Pr. du s. San Piero Scheraggio.  |
| 15 juin 1282 - 14 août 1282        | Salvi del Chiaro Girolami          | Pr. du s. San Pancrazio.         |
| 15 août 1282 - 14 octobre 1282     | Coppo di Giuseppe Canigiani        | Pr. du s. Oltrarno.              |
| 15 août 1282 - 14 octobre 1282     | Guelfo de'Pulci                    | Pr. du s. San Piero Scheraggio.  |
| 15 août 1282 - 14 octobre 1282     | Mess. Ugo Altoviti                 | Pr. du s. Borgo. Juge.           |
| 15 août 1282 - 14 octobre 1282     | Chiaro Ristori del Baglione        | Pr. du s. San Pancrazio.         |
| 15 août 1282 - 14 octobre 1282     | Mess. Andrea da Cerreto            | Pr. du s. Porta del Duomo. Juge. |
| 15 août 1282 - 14 octobre 1282     | Folco Portinari                    | Pr. du s. Porta San Piero.       |
| 15 octobre 1282 - 14 décembre 1282 | Ugolino Bencivenni                 | Pr. du s. Oltrarno.              |
| 15 octobre 1282 - 14 décembre 1282 | Gianni Becchi                      | Pr. du s. San Piero Scheraggio.  |
| 15 octobre 1282 - 14 décembre 1282 | Mess. Lione Acciaiuoli             | Pr. du s. Borgo.                 |
| 15 octobre 1282 - 14 décembre 1282 | Bonaccorso Villanuzzi              | Pr. du s. San Pancrazio.         |
| 15 octobre 1282 - 14 décembre 1282 | Rinaldo di Betto Rinaldi           | Pr. du s. Porta del Duomo.       |
| 15 octobre 1282 - 14 décembre 1282 | Falcone Falconieri                 | Pr. du s. Porta San Piero.       |
| 15 décembre 1282 - 14 février 1283 | Maestro Buonaguida                 | Pr. du s. Oltrarno. Médecin.     |
| 15 décembre 1282 - 14 février 1283 | Manetto Ferraccini                 | Pr. du s. San Piero Scheraggio.  |
| 15 décembre 1282 - 14 février 1283 | Ubaldino Ardinghelli               | Pr. du s. Borgo.                 |
| 15 décembre 1282 - 14 février 1283 | Pagno di Gherardo Bordoni          | Pr. du s. San Pancrazio.         |
| 15 décembre 1282 - 14 février 1283 | Mess Amadore di Rabbiacanina       | Pr. du s. Porta del Duomo. Juge. |
| 15 décembre 1282 - 14 février 1283 | Dono de'Rocchi                     | Pr. du s. Porta San Piero.       |

### 1283
| Période de gouvernement          | Gonfaloniers de Justice et Prieurs                     | Notes                            |
| -------------------------------- | ------------------------------------------------------ | -------------------------------- |
| 15 décembre 1282-14 février 1283 | Maestro Buonaguida                                     | Pr. du s. Oltrarno. Médecin.     |
| 15 décembre 1282-14 février 1283 | Manetto Ferraccini                                     | Pr. du s. San Piero Scheraggio.  |
| 15 décembre 1282-14 février 1283 | Ubaldino Ardinghelli                                   | Pr. du s. Borgo.                 |
| 15 décembre 1282-14 février 1283 | Pagno di Gherardo Bordoni                              | Pr. du s. San Pancrazio.         |
| 15 décembre 1282-14 février 1283 | Mess Amadore di Rabbiacanina                           | Pr. du s. Porta del Duomo. Juge. |
| 15 décembre 1282-14 février 1283 | Dono de'Rocchi                                         | Pr. du s. Porta San Piero.       |
| 15 février 1283-14 avril 1283    | Mess. Lapo Buonfigliuoli                               | Pr. du s. Oltrarno. Juge.        |
| 15 février 1283-14 avril 1283    | Lamberto dell'Antella                                  | Pr. du s. San Piero Scheraggio.  |
| 15 février 1283-14 avril 1283    | Arrigo Paradisi                                        | Pr. du s. Borgo.                 |
| 15 février 1283-14 avril 1283    | Filippo Giambollai (ou Giambollari)                    | Pr. du s. San Pancrazio.         |
| 15 février 1283-14 avril 1283    | Piero Borghi del Manzuolo                              | Pr. du s. Porta del Duomo.       |
| 15 février 1283-14 avril 1283    | Compagno d'Albizzo degli Albizzi                       | Pr. du s. Porta San Piero.       |
| 15 avril 1283-14 juin 1283       | Maffeo Pitti                                           | Pr. du s. Oltrarno.              |
| 15 avril 1283-14 juin 1283       | Mess. Maffeo Tedaldi                                   | Pr. du s. San Piero Scheraggio.  |
| 15 avril 1283-14 juin 1283       | Neri Ardinghelli                                       | Pr. du s. Borgo.                 |
| 15 avril 1283-14 juin 1283       | Palla di Bernardo Anselmi                              | Pr. du s. San Pancrazio.         |
| 15 avril 1283-14 juin 1283       | Tedice Manovelli                                       | Pr. du s. Porta del Duomo.       |
| 15 avril 1283-14 juin 1283       | Davanzato Baldovini                                    | Pr. du s. Porta San Piero.       |
| 15 juin 1283-14 août 1283        | Giovanni di Ser Jacopo del Ricco de'Bardi              | Pr. du s. Oltrarno.              |
| 15 juin 1283-14 août 1283        | Andrea Buonfigliuoli                                   | Pr. du s. San Piero Scheraggio.  |
| 15 juin 1283-14 août 1283        | Albizzo del Bene                                       | Pr. du s. Borgo.                 |
| 15 juin 1283-14 août 1283        | Manfredi Oderigi (ou Manfredo Odorigi)                 | Pr. du s. San Pancrazio.         |
| 15 juin 1283-14 août 1283        | Mess. Aldobrando da Cerreto                            | Pr. du s. Porta del Duomo.       |
| 15 juin 1283-14 août 1283        | Finiguerra Diodati                                     | Pr. du s. Porta San Piero.       |
| 15 août 1283-14 octobre 1283     | Boninsegna d'Angiolino Machiavelli                     | Pr. du s. Oltrarno.              |
| 15 août 1283-14 octobre 1283     | Duccio Magalotti                                       | Pr. du s. San Piero Scheraggio.  |
| 15 août 1283-14 octobre 1283     | Catelano di Rinieri Cosi (ou Catalano di Riniero Cosi) | Pr. du s. Borgo.                 |
| 15 août 1283-14 octobre 1283     | Albizzo Orlandini                                      | Pr. du s. San Pancrazio.         |
| 15 août 1283-14 octobre 1283     | Mess. Dosano dal Borgo (ou Doginus del Borgo)          | Pr. du s. Porta del Duomo. Juge. |
| 15 août 1283-14 octobre 1283     | Cione Moltobuoni                                       | Pr. du s. Porta San Piero.       |
| 15 octobre 1283-14 décembre 1283 | Mico del Velluto                                       | Pr. du s. Oltrarno.              |
| 15 octobre 1283-14 décembre 1283 | Feo Ponci                                              | Pr. du s. San Piero Scheraggio.  |
| 15 octobre 1283-14 décembre 1283 | Baldovino Rinucci                                      | Pr. du s. Borgo.                 |
| 15 octobre 1283-14 décembre 1283 | Maso di Mess. Ruggierino Minerbetti                    | Pr. du s. San Pancrazio.         |
| 15 octobre 1283-14 décembre 1283 | Ser Arrigo Grazia                                      | Pr. du s. Porta del Duomo.       |
| 15 octobre 1283-14 décembre 1283 | Mess. Jacopo Gherardi                                  | Pr. du s. Porta San Piero. Juge. |
| 15 décembre 1283-14 février 1284 | Bartolo di Ser Jacopo del Ricco de'Bardi               | Pr. du s. Oltrarno.              |
| 15 décembre 1283-14 février 1284 | Mess. Neri della Gattaia                               | Pr. du s. San Piero Scheraggio.  |
| 15 décembre 1283-14 février 1284 | Giovanni di Donato del Guazza Olivieri                 | Pr. du s. Borgo.                 |
| 15 décembre 1283-14 février 1284 | Salvi del Chiaro Girolami                              | Pr. du s. San Pancrazio.         |
| 15 décembre 1283-14 février 1284 | Lapo Arrighi                                           | Pr. du s. Porta del Duomo.       |
| 15 décembre 1283-14 février 1284 | Bandino di Cambio Falconieri                           | Pr. du s. Porta San Piero.       |

### 1284
| Période de gouvernement          | Gonfaloniers de Justice et Prieurs                          | Notes                            |
| -------------------------------- | ----------------------------------------------------------- | -------------------------------- |
| 15 décembre 1283-14 février 1284 | Bartolo di Ser Jacopo del Ricco de'Bardi                    | Pr. du s. Oltrarno.              |
| 15 décembre 1283-14 février 1284 | Mess. Neri della Gattaia                                    | Pr. du s. San Piero Scheraggio.  |
| 15 décembre 1283-14 février 1284 | Giovanni di Donato del Guazza Olivieri                      | Pr. du s. Borgo.                 |
| 15 décembre 1283-14 février 1284 | Salvi del Chiaro Girolami                                   | Pr. du s. San Pancrazio.         |
| 15 décembre 1283-14 février 1284 | Lapo Arrighi                                                | Pr. du s. Porta del Duomo.       |
| 15 décembre 1283-14 février 1284 | Bandino di Cambio Falconieri                                | Pr. du s. Porta San Piero.       |
| 15 février 1284-14 avril 1284    | Ser Ruggieri Soderini                                       | Pr. du s. Oltrarno.              |
| 15 février 1284-14 avril 1284    | Filippo Peruzzi                                             | Pr. du s. San Piero Scheraggio.  |
| 15 février 1284-14 avril 1284    | Puccio Acciaiuoli                                           | Pr. du s. Borgo.                 |
| 15 février 1284-14 avril 1284    | Mess. Ubertino dello Strozza Strozzi                        | Pr. du s. San Pancrazio.         |
| 15 février 1284-14 avril 1284    | Lottieri di Benincasa del Beccuto                           | Pr. du s. Porta del Duomo.       |
| 15 février 1284-14 avril 1284    | Marco Struffaldi                                            | Pr. du s. Porta San Piero.       |
| 15 avril 1284-14 juin 1284       | Coppo di Giuseppe Canigiani                                 | Pr. du s. Oltrarno.              |
| 15 avril 1284-14 juin 1284       | Borghese Migliorati                                         | Pr. du s. San Piero Scheraggio.  |
| 15 avril 1284-14 juin 1284       | Arrigo Paradisi                                             | Pr. du s. Borgo.                 |
| 15 avril 1284-14 juin 1284       | Ciaio di Ristoro del Baglione (ou Ciaio Ristori del Barone) | Pr. du s. San Pancrazio.         |
| 15 avril 1284-14 juin 1284       | Mess. Andrea da Cerreto                                     | Pr. du s. Porta del Duomo. Juge. |
| 15 avril 1284-14 juin 1284       | Lando d'Albizzo degli Albizzi                               | Pr. du s. Porta San Piero.       |
| 15 juin 1284-14 août 1284        | Puccio Valenti (ou Talenti ?)                               | Pr. du s. Oltrarno.              |
| 15 juin 1284-14 août 1284        | Lapo del Bene Faffi                                         | Pr. du s. San Piero Scheraggio.  |
| 15 juin 1284-14 août 1284        | Mess. Ugo Altoviti                                          | Pr. du s. Borgo. Juge.           |
| 15 juin 1284-14 août 1284        | Neri Berti (ou Berri ?)                                     | Pr. du s. San Pancrazio.         |
| 15 juin 1284-14 août 1284        | Piero Borghi Rinaldi (ou Piero Borghi del Manzuolo)         | Pr. du s. Porta del Duomo.       |
| 15 juin 1284-14 août 1284        | Lapo Davanzati                                              | Pr. du s. Porta San Piero.       |
| 15 août 1284-14 octobre 1284     | Mess. Lapo Buonfigliuoli                                    | Pr. du s. Oltrarno. Juge.        |
| 15 août 1284-14 octobre 1284     | Guido Malabocca (Mancini)                                   | Pr. du s. San Piero Scheraggio.  |
| 15 août 1284-14 octobre 1284     | Ugo Aldobrandini                                            | Pr. du s. Borgo.                 |
| 15 août 1284-14 octobre 1284     | Simone di Rota d'Ammannato Beccanugi                        | Pr. du s. San Pancrazio.         |
| 15 août 1284-14 octobre 1284     | Martello di Piero                                           | Pr. du s. Porta del Duomo.       |
| 15 août 1284-14 octobre 1284     | Forese Falconieri                                           | Pr. du s. Porta San Piero.       |
| 15 octobre 1284-14 décembre 1284 | Jacopo Caciotti (ou Casciotti)                              | Pr. du s. Oltrarno.              |
| 15 octobre 1284-14 décembre 1284 | Bargiacco Buonfigliuoli                                     | Pr. du s. San Piero Scheraggio.  |
| 15 octobre 1284-14 décembre 1284 | Mess. Oddo Altoviti                                         | Pr. du s. Borgo. Juge.           |
| 15 octobre 1284-14 décembre 1284 | Cione Villanuzzi                                            | Pr. du s. San Pancrazio.         |
| 15 octobre 1284-14 décembre 1284 | Corso di Falco (ou Corso Falchi)                            | Pr. du s. Porta del Duomo.       |
| 15 octobre 1284-14 décembre 1284 | Lapo Gherardini                                             | Pr. du s. Porta San Piero.       |
| 15 décembre 1284-14 février 1285 | Giovanni Ugolini                                            | Pr. du s. Oltrarno.              |
| 15 décembre 1284-14 février 1285 | Manetto Ferrantini (ou Ferraccini)                          | Pr. du s. San Piero Scheraggio.  |
| 15 décembre 1284-14 février 1285 | Lapo d'Ugo Spini                                            | Pr. du s. Borgo.                 |
| 15 décembre 1284-14 février 1285 | Mess. Ruggeri de'Tornaquinci                                | Pr. du s. San Pancrazio. Juge.   |
| 15 décembre 1284-14 février 1285 | Mess. Donato di Mess. Alberto Ristori                       | Pr. du s. Porta del Duomo. Juge. |
| 15 décembre 1284-14 février 1285 | Passa di Finiguerra                                         | Pr. du s. Porta San Piero.       |

### 1285
| Période de gouvernement          | Gonfaloniers de Justice et Prieurs                           | Notes                                 |
| -------------------------------- | ------------------------------------------------------------ | ------------------------------------- |
| 15 décembre 1284-14 février 1285 | Giovanni Ugolini                                             | Pr. du s. Oltrarno.                   |
| 15 décembre 1284-14 février 1285 | Manetto Ferrantini (ou Ferraccini)                           | Pr. du s. San Piero Scheraggio.       |
| 15 décembre 1284-14 février 1285 | Lapo d'Ugo Spini                                             | Pr. du s. Borgo.                      |
| 15 décembre 1284-14 février 1285 | Mess. Ruggeri de'Tornaquinci                                 | Pr. du s. San Pancrazio. Juge.        |
| 15 décembre 1284-14 février 1285 | Mess. Donato di Mess. Alberto Ristori                        | Pr. du s. Porta del Duomo. Juge.      |
| 15 décembre 1284-14 février 1285 | Passa di Finiguerra                                          | Pr. du s. Porta San Piero.            |
| 15 février 1285-14 avril 1285    | Mess. Lotteringo da Montespertoli                            | Pr. du s. Oltrarno. Juge.             |
| 15 février 1285-14 avril 1285    | Giovanni Bucelli                                             | Pr. du s. San Piero Scheraggio.       |
| 15 février 1285-14 avril 1285    | Arrighetto Ruggeri (ou Arrighetto Ruggieri degli Abbruciati) | Pr. du s. Borgo.                      |
| 15 février 1285-14 avril 1285    | Jacopo Smera Beccanugi (ou de'Becchenugi)                    | Pr. du s. San Pancrazio.              |
| 15 février 1285-14 avril 1285    | Dino di Giovanni, dit della Pecora                           | Pr. du s. Porta del Duomo.            |
| 15 février 1285-14 avril 1285    | Ser Spigliato Aldobrandini                                   | Pr. du s. Porta San Piero.            |
| 15 avril 1285-14 juin 1285       | Ghino Frescobaldi                                            | Pr. du s. Oltrarno.                   |
| 15 avril 1285-14 juin 1285       | Mess. Maffeo Tebaldi                                         | Pr. du s. San Piero Scheraggio. Juge. |
| 15 avril 1285-14 juin 1285       | Arrigo Marcovaldi                                            | Pr. du s. Borgo.                      |
| 15 avril 1285-14 juin 1285       | Salvi del Chiaro Girolami                                    | Pr. du s. San Pancrazio.              |
| 15 avril 1285-14 juin 1285       | Mess. Lotto degli Agli                                       | Pr. du s. Porta del Duomo. Juge.      |
| 15 avril 1285-14 juin 1285       | Compagno d'Albizzo degli Albizzi                             | Pr. du s. Porta San Piero.            |
| 15 juin 1285-14 août 1285        | Bartolo di Mess. Jacopo del Ricco de'Bardi                   | Pr. du s. Oltrarno.                   |
| 15 juin 1285-14 août 1285        | Gianni Becchi                                                | Pr. du s. San Piero Scheraggio.       |
| 15 juin 1285-14 août 1285        | Mannino Acciaiuoli                                           | Pr. du s. Borgo.                      |
| 15 juin 1285-14 août 1285        | Ser Nino de'Cantori                                          | Pr. du s. San Pancrazio.              |
| 15 juin 1285-14 août 1285        | Mess. Dogino dal Borgo (ou Doginus del Borgo)                | Pr. du s. Porta del Duomo. Juge.      |
| 15 juin 1285-14 août 1285        | Dono de'Rocchi                                               | Pr. du s. Porta San Piero.            |
| 15 août 1285-14 octobre 1285     | Ghino Davanzati                                              | Pr. du s. Oltrarno.                   |
| 15 août 1285-14 octobre 1285     | Massaio Raffacani                                            | Pr. du s. San Piero Scheraggio.       |
| 15 août 1285-14 octobre 1285     | Mess. Ugo Altoviti                                           | Pr. du s. Borgo.                      |
| 15 août 1285-14 octobre 1285     | Palla di Bernardo Anselmi                                    | Pr. du s. San Pancrazio.              |
| 15 août 1285-14 octobre 1285     | Borgo Rinaldi                                                | Pr. du s. Porta del Duomo.            |
| 15 août 1285-14 octobre 1285     | Folco di Ricovero de'Portinari                               | Pr. du s. Porta San Piero.            |
| 15 octobre 1285-14 décembre 1285 | Arrigo del Boccaccio de'Rossi                                | Pr. du s. Oltrarno.                   |
| 15 octobre 1285-14 décembre 1285 | Lamberto dell'Antella                                        | Pr. du s. San Piero Scheraggio.       |
| 15 octobre 1285-14 décembre 1285 | Catelano di Rinieri Cosi (ou Catalano di Riniero Cosi)       | Pr. du s. Borgo.                      |
| 15 octobre 1285-14 décembre 1285 | Ciaio di Ristoro del Baglione (ou Ciaio Ristori del Barone)  | Pr. du s. San Pancrazio.              |
| 15 octobre 1285-14 décembre 1285 | Mess. Amadore di Rabbiacanina                                | Pr. du s. Porta del Duomo. Juge.      |
| 15 octobre 1285-14 décembre 1285 | Finiguerra Diodati                                           | Pr. du s. Porta San Piero.            |
| 15 décembre 1285-14 février 1286 | Cino di Mess. Jacopo de'Bardi                                | Pr. du s. Oltrarno.                   |
| 15 décembre 1285-14 février 1286 | Cambio Manieri                                               | Pr. du s. San Piero Scheraggio.       |
| 15 décembre 1285-14 février 1286 | Mess. Oddo Altoviti                                          | Pr. du s. Borgo. Juge.                |
| 15 décembre 1285-14 février 1286 | Manno Attaviani                                              | Pr. du s. San Pancrazio.              |
| 15 décembre 1285-14 février 1286 | Tedice Manovelli                                             | Pr. du s. Porta del Duomo.            |
| 15 décembre 1285-14 février 1286 | Ser Giovanni de'Cerchi                                       | Pr. du s. Porta San Piero.            |

### 1286
| Période de gouvernement          | Gonfaloniers de Justice et Prieurs     | Notes                               |
| -------------------------------- | -------------------------------------- | ----------------------------------- |
| 15 décembre 1285-14 février 1286 | Cino di Mess. Jacopo de'Bardi          | Pr. du s. Oltrarno.                 |
| 15 décembre 1285-14 février 1286 | Cambio Manieri                         | Pr. du s. San Piero Scheraggio.     |
| 15 décembre 1285-14 février 1286 | Mess. Oddo Altoviti                    | Pr. du s. Borgo. Juge.              |
| 15 décembre 1285-14 février 1286 | Manno Attaviani                        | Pr. du s. San Pancrazio.            |
| 15 décembre 1285-14 février 1286 | Tedice Manovelli                       | Pr. du s. Porta del Duomo.          |
| 15 décembre 1285-14 février 1286 | Ser Giovanni de'Cerchi                 | Pr. du s. Porta San Piero.          |
| 15 février 1286-14 avril 1286    | Andrea di Giuseppe Canigiani           | Pr. du s. Oltrarno.                 |
| 15 février 1286-14 avril 1286    | Pacino d'Arnoldo Peruzzi               | Pr. du s. San Piero Scheraggio.     |
| 15 février 1286-14 avril 1286    | Giovanni di Donato del Guazza Olivieri | Pr. du s. Borgo.                    |
| 15 février 1286-14 avril 1286    | Maso di Mess. Ruggierino Minerbetti    | Pr. du s. San Pancrazio.            |
| 15 février 1286-14 avril 1286    | Mess. Andrea da Cerreto                | Pr. du s. Porta del Duomo. Juge.    |
| 15 février 1286-14 avril 1286    | Guido di Cante de'Visdomini            | Pr. du s. Porta San Piero.          |
| 15 avril 1286-14 juin 1286       | Pela Gualducci                         | Pr. du s. Oltrarno.                 |
| 15 avril 1286-14 juin 1286       | Bernardo Ubaldini                      | Pr. du s. San Piero Scheraggio.     |
| 15 avril 1286-14 juin 1286       | Arrigo Paradisi                        | Pr. du s. Borgo.                    |
| 15 avril 1286-14 juin 1286       | Mess. Ruggieri Tornaquinci             | Pr. du s. San Pancrazio. Juge.      |
| 15 avril 1286-14 juin 1286       | Orlanduccio Orlandi                    | Pr. du s. Porta del Duomo.          |
| 15 avril 1286-14 juin 1286       | Lando degli Albizzi                    | Pr. du s. Porta San Piero.          |
| 15 juin 1286-14 août 1286        | Mess. Albizzo Corbinelli               | Pr. du s. Oltrarno. Juge.           |
| 15 juin 1286-14 août 1286        | Ricco del Maestro                      | Pr. du s. San Piero Scheraggio.     |
| 15 juin 1286-14 août 1286        | Lapo di Ugo Spini                      | Pr. du s. Borgo.                    |
| 15 juin 1286-14 août 1286        | Bartolo di Giacomo Bueri               | Pr. du s. San Pancrazio.            |
| 15 juin 1286-14 août 1286        | Ricco Papini                           | Pr. du s. Porta del Duomo.          |
| 15 juin 1286-14 août 1286        | Bandino Falconieri                     | Pr. du s. Porta San Piero.          |
| 15 août 1286-14 octobre 1286     | Bartolo di Mess. Jacopo de'Bardi       | Pr. du s. Oltrarno.                 |
| 15 août 1286-14 octobre 1286     | Uberto di Mess. Rinaldo de'Pulci       | Pr. du s. San Piero Scheraggio.     |
| 15 août 1286-14 octobre 1286     | Ugo Aldobrandini                       | Pr. du s. Borgo.                    |
| 15 août 1286-14 octobre 1286     | Simone di Rota d'Ammannato Beccanugi   | Pr. du s. San Pancrazio.            |
| 15 août 1286-14 octobre 1286     | Ser Arrigo di Grazia                   | Pr. du s. Porta del Duomo. Notaire. |
| 15 août 1286-14 octobre 1286     | Gherardino Diodati                     | Pr. du s. Porta San Piero.          |
| 15 octobre 1286-14 décembre 1286 | Ser Ruggeri Soderini                   | Pr. du s. Oltrarno. Notaire.        |
| 15 octobre 1286-14 décembre 1286 | Lapo del Bene Faffi                    | Pr. du s. San Piero Scheraggio.     |
| 15 octobre 1286-14 décembre 1286 | Jacopo Ghiselli (ou Grifelli ?)        | Pr. du s. Borgo.                    |
| 15 octobre 1286-14 décembre 1286 | Salvi del Chiaro Girolami              | Pr. du s. San Pancrazio.            |
| 15 octobre 1286-14 décembre 1286 | Mess. Donato di Mess. Alberto Ristori  | Pr. du s. Porta del Duomo. Juge.    |
| 15 octobre 1286-14 décembre 1286 | Bernardo di Mess. Manfredi Adimari     | Pr. du s. Porta San Piero.          |
| 15 décembre 1286-14 février 1287 | Ser Buonaguida                         | Pr. du s. Oltrarno. Médecin.        |
| 15 décembre 1286-14 février 1287 | Ruggieri de'Pulci                      | Pr. du s. San Piero Scheraggio.     |
| 15 décembre 1286-14 février 1287 | Ser Caccia Bonciani                    | Pr. du s. Borgo.                    |
| 15 décembre 1286-14 février 1287 | Albizzo Orlandini                      | Pr. du s. San Pancrazio.            |
| 15 décembre 1286-14 février 1287 | Piero Borghi del Manzuolo              | Pr. du s. Porta del Duomo.          |
| 15 décembre 1286-14 février 1287 | Lippo de'Rocchi                        | Pr. du s. Porta San Piero.          |

### 1287
| Période de gouvernement          | Gonfaloniers de Justice et Prieurs                          | Notes                               |
| -------------------------------- | ----------------------------------------------------------- | ----------------------------------- |
| 15 décembre 1286-14 février 1287 | Ser Buonaguida                                              | Pr. du s. Oltrarno. Médecin.        |
| 15 décembre 1286-14 février 1287 | Ruggieri de'Pulci                                           | Pr. du s. San Piero Scheraggio.     |
| 15 décembre 1286-14 février 1287 | Ser Caccia Bonciani                                         | Pr. du s. Borgo.                    |
| 15 décembre 1286-14 février 1287 | Albizzo Orlandini                                           | Pr. du s. San Pancrazio.            |
| 15 décembre 1286-14 février 1287 | Piero Borghi del Manzuolo                                   | Pr. du s. Porta del Duomo.          |
| 15 décembre 1286-14 février 1287 | Lippo de'Rocchi                                             | Pr. du s. Porta San Piero.          |
| 15 février 1287-14 avril 1287    | Mongia del Rosso della Botte                                | Pr. du s. Oltrarno.                 |
| 15 février 1287-14 avril 1287    | Alberto Baldovini                                           | Pr. du s. San Piero Scheraggio.     |
| 15 février 1287-14 avril 1287    | Simone Acciaiuoli                                           | Pr. du s. Borgo.                    |
| 15 février 1287-14 avril 1287    | Neri Berti (ou Berri ?)                                     | Pr. du s. San Pancrazio.            |
| 15 février 1287-14 avril 1287    | Corso di Falco (ou Corso Falchi)                            | Pr. du s. Porta del Duomo.          |
| 15 février 1287-14 avril 1287    | Bindo de'Macci                                              | Pr. du s. Porta San Piero.          |
| 15 avril 1287-14 juin 1287       | Baldo Ridolfi di Ponte                                      | Pr. du s. Oltrarno.                 |
| 15 avril 1287-14 juin 1287       | Feo Ponci                                                   | Pr. du s. San Piero Scheraggio.     |
| 15 avril 1287-14 juin 1287       | Bindo della Badessa                                         | Pr. du s. Borgo.                    |
| 15 avril 1287-14 juin 1287       | Cione Villanuzzi                                            | Pr. du s. San Pancrazio.            |
| 15 avril 1287-14 juin 1287       | Nuto da Marignolle                                          | Pr. du s. Porta del Duomo.          |
| 15 avril 1287-14 juin 1287       | Fazio da Micciole                                           | Pr. du s. Porta San Piero.          |
| 15 juin 1287-14 août 1287        | Vanni Ugolini                                               | Pr. du s. Oltrarno.                 |
| 15 juin 1287-14 août 1287        | Alberto Attaviani                                           | Pr. du s. San Piero Scheraggio.     |
| 15 juin 1287-14 août 1287        | Baldovino Rinucci                                           | Pr. du s. Borgo.                    |
| 15 juin 1287-14 août 1287        | Lapo Guglielmi                                              | Pr. du s. San Pancrazio.            |
| 15 juin 1287-14 août 1287        | Fantino di Rinieri della Lastra                             | Pr. du s. Porta del Duomo.          |
| 15 juin 1287-14 août 1287        | Passa Finiguerra Diodati                                    | Pr. du s. Porta San Piero.          |
| 15 août 1287-14 octobre 1287     | Simone di Mess. Jacopo de'Bardi                             | Pr. du s. Oltrarno.                 |
| 15 août 1287-14 octobre 1287     | Duccio di Giardino Magalotti                                | Pr. du s. San Piero Scheraggio.     |
| 15 août 1287-14 octobre 1287     | Arrigo Marcovaldi                                           | Pr. du s. Borgo.                    |
| 15 août 1287-14 octobre 1287     | Chiaro di Salvi del Chiaro Girolami                         | Pr. du s. San Pancrazio.            |
| 15 août 1287-14 octobre 1287     | Ser Brunetto Labini (ou Latini)                             | Pr. du s. Porta del Duomo.          |
| 15 août 1287-14 octobre 1287     | Cambio di Forese Falconieri                                 | Pr. du s. Porta San Piero.          |
| 15 octobre 1287-14 décembre 1287 | Mico del Cappone (ou Capponi)                               | Pr. du s. Oltrarno.                 |
| 15 octobre 1287-14 décembre 1287 | Massaio Raffacani                                           | Pr. du s. San Piero Scheraggio.     |
| 15 octobre 1287-14 décembre 1287 | Mess. Ugo Altoviti                                          | Pr. du s. Borgo. Juge.              |
| 15 octobre 1287-14 décembre 1287 | Donato Bilenchi                                             | Pr. du s. San Pancrazio.            |
| 15 octobre 1287-14 décembre 1287 | Ser Ranieri Vinci                                           | Pr. du s. Porta del Duomo. Notaire. |
| 15 octobre 1287-14 décembre 1287 | Folco Portinari di Ricovero                                 | Pr. du s. Porta San Piero.          |
| 15 décembre 1287-14 février 1288 | Coppo di Giuseppe Canigiani                                 | Pr. du s. Oltrarno.                 |
| 15 décembre 1287-14 février 1288 | Matteo Bonricoveri                                          | Pr. du s. San Piero Scheraggio.     |
| 15 décembre 1287-14 février 1288 | Catelano di Rinieri Cosi                                    | Pr. du s. Borgo.                    |
| 15 décembre 1287-14 février 1288 | Ciaio di Ristoro del Baglione (ou Ciaio Ristori del Barone) | Pr. du s. San Pancrazio.            |
| 15 décembre 1287-14 février 1288 | Mess. Amadore da Rabbiacanina                               | Pr. du s. Porta del Duomo. Juge.    |
| 15 décembre 1287-14 février 1288 | Bandino di Spigliato da Filicaia                            | Pr. du s. Porta San Piero.          |

### 1288
| Période de gouvernement          | Gonfaloniers de Justice et Prieurs                          | Notes                                 |
| -------------------------------- | ----------------------------------------------------------- | ------------------------------------- |
| 15 décembre 1287-14 février 1288 | Coppo di Giuseppe Canigiani                                 | Pr. du s. Oltrarno.                   |
| 15 décembre 1287-14 février 1288 | Matteo Bonricoveri                                          | Pr. du s. San Piero Scheraggio.       |
| 15 décembre 1287-14 février 1288 | Catelano di Rinieri Cosi                                    | Pr. du s. Borgo.                      |
| 15 décembre 1287-14 février 1288 | Ciaio di Ristoro del Baglione (ou Ciaio Ristori del Barone) | Pr. du s. San Pancrazio.              |
| 15 décembre 1287-14 février 1288 | Mess. Amadore da Rabbiacanina                               | Pr. du s. Porta del Duomo. Juge.      |
| 15 décembre 1287-14 février 1288 | Bandino di Spigliato da Filicaia                            | Pr. du s. Porta San Piero.            |
| 15 février 1288-14 avril 1288    | Cino di Mess. Jacopo di Ricco de'Bardi                      | Pr. du s. Oltrarno.                   |
| 15 février 1288-14 avril 1288    | Mess. Maffeo Tedaldi                                        | Pr. du s. San Piero Scheraggio. Juge. |
| 15 février 1288-14 avril 1288    | Pacino del Bieco Baldovinetti                               | Pr. du s. Borgo.                      |
| 15 février 1288-14 avril 1288    | Girolamo di Salvi del Chiaro Girolami                       | Pr. du s. San Pancrazio.              |
| 15 février 1288-14 avril 1288    | Tedice Manovelli                                            | Pr. du s. Porta del Duomo.            |
| 15 février 1288-14 avril 1288    | Lapo di Gherardino Gherardini                               | Pr. du s. Porta San Piero.            |
| 15 avril 1288-14 juin 1288       | Mico del Velluto                                            | Pr. du s. Oltrarno.                   |
| 15 avril 1288-14 juin 1288       | Mess. Rinieri della Gattaia                                 | Pr. du s. San Piero Scheraggio. Juge. |
| 15 avril 1288-14 juin 1288       | Mannino Acciaiuoli                                          | Pr. du s. Borgo.                      |
| 15 avril 1288-14 juin 1288       | Rinaldo de'Pigli                                            | Pr. du s. San Pancrazio.              |
| 15 avril 1288-14 juin 1288       | Borgo Rinaldi                                               | Pr. du s. Porta del Duomo.            |
| 15 avril 1288-14 juin 1288       | Giovanni de'Cerchi                                          | Pr. du s. Porta San Piero.            |
| 15 juin 1288-14 août 1288        | Borgolino del Bello Borgoli                                 | Pr. du s. Oltrarno.                   |
| 15 juin 1288-14 août 1288        | Gianni Bucelli                                              | Pr. du s. San Piero Scheraggio.       |
| 15 juin 1288-14 août 1288        | Mess. Oddo Altoviti                                         | Pr. du s. Borgo. Juge.                |
| 15 juin 1288-14 août 1288        | Mess. Ubertino di Strozza Strozzi                           | Pr. du s. San Pancrazio.              |
| 15 juin 1288-14 août 1288        | Lippo di Lapo Arrighi                                       | Pr. du s. Porta del Duomo.            |
| 15 juin 1288-14 août 1288        | Maffeo di Forese Galgani                                    | Pr. du s. Porta San Piero.            |
| 15 août 1288-14 octobre 1288     | Cione del Rosso della Botte                                 | Pr. du s. Oltrarno.                   |
| 15 août 1288-14 octobre 1288     | Pacino d'Arnoldo Peruzzi                                    | Pr. du s. San Piero Scheraggio.       |
| 15 août 1288-14 octobre 1288     | Lapo d'Ugone Spini                                          | Pr. du s. Borgo.                      |
| 15 août 1288-14 octobre 1288     | Mess. Ruggieri Tornaquinci                                  | Pr. du s. San Pancrazio. Juge.        |
| 15 août 1288-14 octobre 1288     | Geri di Cardinale                                           | Pr. du s. Porta del Duomo.            |
| 15 août 1288-14 octobre 1288     | Lando d'Albizzo degli Albizzi                               | Pr. du s. Porta San Piero.            |
| 15 octobre 1288-14 décembre 1288 | Mess. Giovanni d'Agnolino Machiavelli                       | Pr. du s. Oltrarno. Juge.             |
| 15 octobre 1288-14 décembre 1288 | Lapo di Talento Bucelli                                     | Pr. du s. San Piero Scheraggio.       |
| 15 octobre 1288-14 décembre 1288 | Arrigo Paradisi                                             | Pr. du s. Borgo.                      |
| 15 octobre 1288-14 décembre 1288 | Simone di Rota Ammannati Beccanugi                          | Pr. du s. San Pancrazio.              |
| 15 octobre 1288-14 décembre 1288 | Ser Ristoro Drudoli                                         | Pr. du s. Porta del Duomo. Notaire.   |
| 15 octobre 1288-14 décembre 1288 | Neri di Mess. Cherico de'Pazzi                              | Pr. du s. Porta San Piero.            |
| 15 décembre 1288-14 février 1289 | Pela Gualducci                                              | Pr. du s. Oltrarno.                   |
| 15 décembre 1288-14 février 1289 | Borghese Migliorati                                         | Pr. du s. San Piero Scheraggio.       |
| 15 décembre 1288-14 février 1289 | Mess. Niccola Acciaiuoli                                    | Pr. du s. Borgo. Juge.                |
| 15 décembre 1288-14 février 1289 | Maso di Mess. Ruggieri Minerbetti                           | Pr. du s. San Pancrazio.              |
| 15 décembre 1288-14 février 1289 | Mess. Andrea da Cerreto                                     | Pr. du s. Porta del Duomo. Juge.      |
| 15 décembre 1288-14 février 1289 | Gherardino Diodati                                          | Pr. du s. Porta San Piero.            |

### 1289
| Période de gouvernement          | Gonfaloniers de Justice et Prieurs                    | Notes                                 |
| -------------------------------- | ----------------------------------------------------- | ------------------------------------- |
| 15 décembre 1288-14 février 1289 | Pela Gualducci                                        | Pr. du s. Oltrarno.                   |
| 15 décembre 1288-14 février 1289 | Borghese Migliorati                                   | Pr. du s. San Piero Scheraggio.       |
| 15 décembre 1288-14 février 1289 | Mess. Niccola Acciaiuoli                              | Pr. du s. Borgo. Juge.                |
| 15 décembre 1288-14 février 1289 | Maso di Mess. Ruggieri Minerbetti                     | Pr. du s. San Pancrazio.              |
| 15 décembre 1288-14 février 1289 | Mess. Andrea da Cerreto                               | Pr. du s. Porta del Duomo. Juge.      |
| 15 décembre 1288-14 février 1289 | Gherardino Diodati                                    | Pr. du s. Porta San Piero.            |
| 15 février 1289-14 avril 1289    | Maestro Rinuccio di Ser Guidalotto                    | Pr. du s. Oltrarno. Médecin.          |
| 15 février 1289-14 avril 1289    | Cambio di Manieri Manieri                             | Pr. du s. San Piero Scheraggio.       |
| 15 février 1289-14 avril 1289    | Spina d'Ugo Spini                                     | Pr. du s. Borgo.                      |
| 15 février 1289-14 avril 1289    | Salvi del Chiaro Girolami                             | Pr. du s. San Pancrazio.              |
| 15 février 1289-14 avril 1289    | Ser Arrigo di Grazia                                  | Pr. du s. Porta del Duomo.            |
| 15 février 1289-14 avril 1289    | Mess. Gherardo Visdomini                              | Pr. du s. Porta San Piero. Juge.      |
| 15 avril 1289-14 juin 1289       | Mess. Jacopo da Certaldo                              | Pr. du s. Oltrarno. Juge.             |
| 15 avril 1289-14 juin 1289       | Mess. Ruggieri da Cuona                               | Pr. du s. San Piero Scheraggio. Juge. |
| 15 avril 1289-14 juin 1289       | Dino Compagni                                         | Pr. du s. Borgo.                      |
| 15 avril 1289-14 juin 1289       | Pagno Bordoni                                         | Pr. du s. San Pancrazio.              |
| 15 avril 1289-14 juin 1289       | Dino di Giovanni dit della Pecora                     | Pr. du s. Porta del Duomo.            |
| 15 avril 1289-14 juin 1289       | Bernardo di Mess. Manfredi degli Adimari              | Pr. du s. Porta San Piero.            |
| 15 juin 1289-14 août 1289        | Filippo del Velluto                                   | Pr. du s. Oltrarno.                   |
| 15 juin 1289-14 août 1289        | Mess. Rinieri della Gattaia                           | Pr. du s. San Piero Scheraggio. Juge. |
| 15 juin 1289-14 août 1289        | Pacino del Bieco Baldovinetti                         | Pr. du s. Borgo.                      |
| 15 juin 1289-14 août 1289        | Palla di Bernardo Anselmi                             | Pr. du s. San Pancrazio.              |
| 15 juin 1289-14 août 1289        | Nuto Marignolli                                       | Pr. du s. Porta del Duomo.            |
| 15 juin 1289-14 août 1289        | Guido di Cante Visdomini                              | Pr. du s. Porta San Piero.            |
| 15 août 1289-14 octobre 1289     | Gherardo d'Aldobrandino Canigiani                     | Pr. du s. Oltrarno.                   |
| 15 août 1289-14 octobre 1289     | Alberto di Mess. Jacopo del Giudice                   | Pr. du s. San Piero Scheraggio.       |
| 15 août 1289-14 octobre 1289     | Neri Attiglianti                                      | Pr. du s. Borgo.                      |
| 15 août 1289-14 octobre 1289     | Gherardino Gianni Mangioni                            | Pr. du s. San Pancrazio.              |
| 15 août 1289-14 octobre 1289     | Spina di Falcone (ou Falconi)                         | Pr. du s. Porta del Duomo.            |
| 15 août 1289-14 octobre 1289     | Giano della Bella                                     | Pr. du s. Porta San Piero.            |
| 15 octobre 1289-14 décembre 1289 | Boninsegna d'Angiolino Machiavelli                    | Pr. du s. Oltrarno.                   |
| 15 octobre 1289-14 décembre 1289 | Cione di Gherardino Magalotti                         | Pr. du s. San Piero Scheraggio.       |
| 15 octobre 1289-14 décembre 1289 | Geri Paganetti                                        | Pr. du s. Borgo.                      |
| 15 octobre 1289-14 décembre 1289 | Albizzo Orlandini                                     | Pr. du s. San Pancrazio.              |
| 15 octobre 1289-14 décembre 1289 | Mess. Donato d'Alberto Ristori                        | Pr. du s. Porta del Duomo. Juge.      |
| 15 octobre 1289-14 décembre 1289 | Migliore Guadagni                                     | Pr. du s. Porta San Piero.            |
| 15 décembre 1289-14 février 1290 | Maestro Buonaguida                                    | Pr. du s. Oltrarno. Médecin.          |
| 15 décembre 1289-14 février 1290 | Gianni Becchi                                         | Pr. du s. San Piero Scheraggio.       |
| 15 décembre 1289-14 février 1290 | Mess. Ugo Altoviti                                    | Pr. du s. Borgo. Juge.                |
| 15 décembre 1289-14 février 1290 | Adimari di Rota Ammannati Beccanugi                   | Pr. du s. San Pancrazio.              |
| 15 décembre 1289-14 février 1290 | Piero di Borgo Rinaldi (ou Piero Borghi del Manzuolo) | Pr. du s. Porta del Duomo.            |
| 15 décembre 1289-14 février 1290 | Neri Cambi                                            | Pr. du s. Porta San Piero.            |